# Stenygrocercus silvicola
Stenygrocercus silvicola is een spinnensoort uit de familie Dipluridae. De soort komt voor in Nieuw-Caledonië.